# Microsoft Office 2019
Microsoft Office 2019 è una versione del software di produttività personale Microsoft Office, e il successore di Office 2016. È stata resa disponibile ufficialmente per Windows 10 e macOS il 24 settembre 2018. Alcune funzioni precedentemente riservate agli iscritti a Microsoft 365 sono disponibili in questa versione.

## Storia
Il 27 aprile 2018, Microsoft ha pubblicato Office 2019 Commercial Preview per Windows 10. Il 12 giugno 2018, Microsoft ha pubblicato un'anteprima per macOS.

## Novità
Office 2019 include diverse caratteristiche che erano precedentemente disponibili attraverso Microsoft 365, tra cui funzioni di inchiostrazione migliorate, nuove funzionalità di animazione in PowerPoint incluse le caratteristiche di morph e zoom e nuove formule e grafici in Excel per l'analisi dei dati.
Office 2019 riceverà cinque anni di supporto tradizionale, ma solo due anni di supporto esteso.

### Windows
Office 2019 per Windows richiede Windows 10, Windows Server 2016. OneNote è assente dalla suite perché la versione UWP di OneNote in bundle su Windows 10 (cioè la app OneNote per Windows 10) la sostituisce. OneNote 2016 può essere installata come caratteristica opzionale nell'installatore di Office.
Le versioni di Office 2019 sono Home & Student, Home & Business, Professional, Professional Plus (cioè le app della versione Professional con in aggiunta Skype for Business).

### Mac
Office 2019 per Mac richiede una delle ultime tre versioni di macOS disponibili al momento dell'installazione dell'applicazione.
La Focus Mode verrà portata in Word, le mappe 2D verranno portate in Excel e le nuove transizioni Morph, il supporto SVG e le esportazioni di video 4K arriveranno su PowerPoint, tra altre caratteristiche.
L'offerta delle versioni di Office 2019 è molto varia e dipende da diverse esigenze, funzionalità e forma di acquisto.

## Modalità di installazione
Per Office 2013 e 2016, le varie edizioni contenenti le app client erano disponibili sia in Click-to-Run (Microsoft App-V) sia in tradizionali formati di installazione Windows Installer. Per Office 2019, Microsoft ha annunciato che le app client avranno solo l'installatore Click-to-Run, mentre le app server avranno l'installatore tradizionale MSI.
Le installazioni per macOS possono essere acquistate dal sito web di Microsoft e, dal 2018, anche dal Mac App Store.
A differenza delle precedenti edizioni, Office 2019 per Windows non permette di selezionare i singoli programmi/moduli/funzioni (granularità) in fase di installazione o disinstallazione, a meno di usare una procedura specialistica descritta su Microsoft Tech, spingendo gli utenti ad installare l'intera suite.